# Тымна
Ты́мна — лагуна на Чукотке. Является частью Анадырского залива Берингова моря. Административно относится к Анадырскому району Чукотского автономного округа.
Названа по имени чукчи Тымкэта, который жил в период топографических съёмок у горловины лагуны.
Лагуна отделена от Анадырского залива косой Готовцева. Площадь водосборного бассейна — 9270 км², площадь зеркала — 96,5 км². Длина лагуны — 16 км, максимальная ширина — 11,1 км, длина береговой линии — 68 км. В акватории находятся небольшие острова Якилыр, Рейлыр, Фенбена. В лагуну Тымна впадает река Туманская.
Низменные прибрежные тундры окрестностей лагуны являются важнейшим на Северо-Востоке Азии местом массового гнездования белолобого гуся, белошея, тихоокеанского подвида черной казарки, камчатской крачки, канадского журавля. В лагуне нагуливает, а затем мигрирует к нерестилищам популяция нерки из озера Майниц. Лагуна и окрестности относятся к территории Государственного природного заказника «Автаткууль».

## Топографические карты
- Лист карты Q-60-XXXV,XXXVI. Масштаб: 1 : 200 000. Указать дату выпуска/состояния местности.
- Лист карты P-60-V,VI. Масштаб: 1 : 200 000. Указать дату выпуска/состояния местности.